# Enicospilus approximatus
Enicospilus approximatus är en stekelart som beskrevs av Charles Thomas Brues 1918. Enicospilus approximatus ingår i släktet Enicospilus och familjen brokparasitsteklar. Inga underarter finns listade i Catalogue of Life.